# ماريا دي لا كروز
ماريا دي لا كروز (بالإسبانية: María de la Cruz Toledo)‏ (18 سبتمبر 1912، شيمبارونغو في تشيلي - 1 سبتمبر 1995، سانتياغو في تشيلي)؛ سياسية، كاتِبة، صحفية، سفرجات وشاعرة تشيلية.